# جیمز سیتی (پنسیلوانیا)
جیمز سیتی (به انگلیسی: James City) یک منطقهٔ مسکونی در ایالات متحده آمریکا است که در شهرستان الک، پنسیلوانیا واقع شده‌است. جیمز سیتی ۱٫۸ کیلومتر مربع مساحت و ۲۸۷ نفر جمعیت دارد و ۵۹۴٫۳۷ متر بالاتر از سطح دریا واقع شده‌است.